# Oleria taliata
Oleria taliata är en fjärilsart som beskrevs av William Chapman Hewitson 1874. Oleria taliata ingår i släktet Oleria och familjen praktfjärilar. Inga underarter finns listade i Catalogue of Life.